# Рейчъл Грийн
Рейчъл Карън Гелър (моминско: Грийн), е измислен персонаж от популярния американски комедиен сериал Приятели, изиграна от Дженифър Анистън. Актрисата получава награда Еми и Златен глобус за ролята си. В българския дублаж на БНТ Рейчъл се озвучава от Живка Донева, а в този на bTV – от Силвия Русинова.

## Биографични данни
Рейчъл се появява в първия епизод, когато с гръм и трясък нахлува в кафенето Сентръл Пърк, в подгизнала булчинска рокля, и търсеща съученичката си и приятелка от гимназията – Моника Гелър. Двете са изгубили контакт след завършването на училището. Рейчъл, за разлика от Моника, е била доста популярна в гимназията и винаги е имала много гаджета, което се споменава упорито, но по комичен начин през целия сериал. Преди започването на сериала, Рейчъл е избягала от сватбата си с Бари Фарбър, след като проумява, че изпитва по-силно привличане към сосиерата (сватбен подарък), отколкото към самия Бари. Впоследствие Рейчъл изпада в т.нар. застой, т.е. пораснала жена, която емоционално още не е надживяла тийнейджърските си години. Смята се, че Рейчъл, също като Рос и Моника, е еврейка. Освен това, с течение на сериала, става ясно, че Рейчъл е гледала котка, куче, пони, костенурка и тарантула, докато е била дете.
Родителите на Рейчъл са богати и често цинични към нейните опити да води независим живот в града. Майка ѝ, изиграна от Марло Томас, е смешна снобка и липсата на майчини умения проличават, когато предлага да се грижи за детето на Рос и Рейчъл. Баща ѝ, д-р Грийн (в ролята – Рон Лайбман), е строг и плашещ, както се вижда от отношението му към Рос, докато те с Рейчъл излизат, и после, когато Рейчъл му признава, че е бременна.
В сравнение със сестрите си, обаче, Рейчъл е най-трезвомислещата и стъпила на земята дъщеря на сем. Грийн. Въпреки че това става очевидно едва след като тя се нанася при Моника и става финансово независима от родителите си за първи път. Сестра ѝ Ейми (Кристина Апългейт) е груба и ужасно нетактична, докато другата ѝ сестра – Джил (Рийз Уидърспун) е разглезена и празноглава.
Връзката 'on-off' между Рос и Рейчъл, в крайна сметка води до раждането на дъщеричката им – Ема. Бременността на Рейчъл, всъщност, е втората бременност в групата, след като Фиби износва децата на брат си. Сериалът завършва със събирането на Рос и Рейчъл, след като тя обмисля да замине за Франция и да работи за Луи Вутон. Възможно е те да са се оженили повторно (първият брак между двамата е следствие на пиянска вечер в Лас Вегас в края на пети сезон), но това не е напълно сигурно. Въпреки това, в сериала „Джоуи“, се споменава, че всички приятели на Джоуи вече са женени, установени и имат свои семейства.
Най-известната реплика на Рейчъл е „Неееееееее!“, която се използва най-често в последните серии. Въпреки това, в сезон 5, когато Рейчъл и Моника слушат съобщението на секретаря от бившата съпруга на Рос – Емили, Моника е тази, която извиква „Нееееее!“, а Рейчъл ѝ отвръща с нейната собствена реплика „Знам!“.

## Личност
Може да се каже, че личността на Рейчъл се развива до известна степен по време на сериала. Съвсем в началото, тя е представена като разглезеното момиченце на татко, въпреки че по-късно, особено след раждането на Ема, Рейчъл става по-загрижена за останалите. Но тя си остава приятелката, която е най-загрижена за външния си вид и може да бъде егоист. Тя често е описвана като едно от най-популярните, но и най-надути момичета в гимназията и Брад Пит (по онова време съпруг на Анистън) дори участва в сериала като нейния враг от училище, който все още ѝ е обиден заради отношението към него.
Загрижената за външността си Рейчъл, дори си прави пластична операция на носа докато е тийнейджър, заради (както тя твърди) крива носна преграда. Ретроспективните епизоди показват тийнеджърката Рейч с един много по-голям нос и слуховете са, че операцията е по-скоро заради имиджа, отколкото поради необходимост – факт, потвърден от коментара на сестра ѝ Ейми по посока на Ема: „Не се ли страхуваш, че тя може да наследи истинския ти нос?“ (за което тя действително се тревожи). След нещастния опит като сервитьорка, с подкрепата на приятелите си, Рейчъл решава да следва интересите си в света на модата. Нейната концентрираност върху имиджа и модата често е за сметка на каквито и да е домашни умения, заради което често ѝ се подиграват. В един епизод, например, тя по погрешка слага месо в сладкиша за Деня на Благодарността, тъй като прочита грешно рецептата (страниците са залепнали).

## Взаимоотношения

### Рос
Рейчъл е може би най-известна заради сложната си връзка с по-големия брат на Моника – Рос Гелър. Рос има чувства към Рейчъл още от девети клас. Когато Рейчъл се премества в града, Рос се опитва да започне връзка с нея, но нещата постоянно се объркват. Бившият годеник на Рейчъл – Бари, Паоло – италианец, когото тя среща случайно в коридора при едно спиране на тока, двамата също се опитват да спечелят Рейчъл, когато и Рос. След тях и след няколко обрата, те се събират. Връзката им трае в няколко епизода, някои показващи симпатиите им един към друг, а други разкриващи истинска любов. След един спор заради това, че Рейчъл е постоянно заета в работата си, тя предлага двамата да си „починат“. Рос, считайки че Рейчъл прекратява тяхната връзка, се напива до безпамет и преспива с готината мацка от ксерокса – Клои, и то в нощта на тяхната годишнина. Когато Рейчъл разбира, тя окончателно скъсва с него във всекидневната на Моника, докато другите четирима са заключени в спалнята. Двамата се карат часове наред и всичко приключва след като Рейчъл, а след нея и Рос избухват в сълзи (сцената е била толкова емоционално наситена и натоварваща, че Дейвид Шуимър и Дженифър Анистън наистина се разплакват към края, а и след като снимките приключват).
Оттогава, двамата ту се събират, ту се разделят. Когато Фиби урежда Рос с нейната „плешива приятелка“ Бони, Рейчъл очевидно ревнува, когато вижда, че Бони вече не е плешива, а всъщност има доста дълга коса. В епизода на плажа, когато Фиби научава истинската самоличност на рождената си майка, Рейчъл убеждава Бони отново да обръсне главата си. Когато Рос я пита защо го е направила, Рейчъл признава, че тя все още има чувства към него и ѝ е трудно да го гледа с друга жена. Докато Рос е в другата стая, за да скъса с Бони, тя му написва писмо (доста дълго, при това – цели 18 страници, отпред и отзад – както Рос повтаря няколко пъти в епизода), в което иска от него да поеме пълната отговорност за тяхната раздяла. Рос, обаче, заспива докато чете писмото и по-късно блъфира, че е съгласен с това, което писмото казва, само и само да си върне Рейчъл. Но след това, когато прочита цялото писмо, той въобще не е съгласен. Но решава да преглътне гордостта си и да се държи сякаш приема това. По-късно, обаче, докато двамата са в леглото и Рейчъл казва, че е много щастлива че не е послушала съвета на майка си, че „веднъж лъжец, човек винаги си остава лъжец“, Рос не издържа и изкрещява: „НИЕ БЯХМЕ СКЪСАЛИ!“, и двамата отново се разделят.
Историята с Рейчъл, която осъзнава истинските си чувства към Рос само когато той излиза с друга жена, се повтаря отново, когато той се запознава с Емили (и то с помощта на Рейчъл, която има планове с друг мъж, но и те се провалят), племенницата на шефа на Рейчъл в Блумингдейлс. Когато Рос и Емили се сгодяват и планират сватбата си в Лондон, Рейчъл решава да не ходи и излъгва Рос, че има много работа. По-късно, тя си признава пред останалите приятели за истинските причини – че да гледа как Рос се жени би било много трудно и болезнено. Малко след това, обаче, тя променя мнението си и въпреки съвета на Фиби (която се опитва да я спре, но не успява, тъй като е бременна с тризнаците по това време), Рейчъл хваща самолета за Лондон с намерението да каже на Рос, че го обича и да спре сватбата му. Тя пристига точно в момент, в който става свидетел на целувка между Рос и Емили преди церемонията. Като вижда това, Рейчъл разбира колко много всъщност Рос обича Емили и че тя не може да му признае за чувствата си. Вместо това, тя му дава благословията си. Заради това, обаче, Рос казва името на Рейчъл, вместо това на Емили, пред олтара, за ужас на булката. След церемонията, Емили избягва и тъй като не се появява на летището, няколко дни по-късно, за тяхното сватбено пътешествие, Рос кани Рейчъл да го придружи в Гърция. Но в последната минута Емили се появява и вижда как Рейчъл се качва на самолета като спътница на Рос и отново побягва. Рос се опитва да я догони и изоставя Рейчъл сама на самолета за Гърция. Когато тя се връща от там, е твърдо убедена, че ще каже на Рос това, което не е успяла да каже в Лондон – че все още е влюбена в него. Въпреки че Моника се опитва да я разубеди, тя му казва и веднага осъзнава колко абсурдно смешно звучи това, оставяйки объркания Рос да разсъждава върху това, колко смешен е бракът му всъщност.
По-късно, при едно пътуване до Лас Вегас, двамата се женят след една пиянска вечер. На следващата сутрин, нито един от тях първоначално не си спомня нищо от предната нощ и са объркани от факта, че се събуждат в едно легло. Припомнят си едва по време на закуската с останалите приятели. По-късно, двамата се развеждат, след като Рос излъгва Рейчъл, че вече е анулирал брака им. Той държи това в тайна от нея за известно време, защото иска да остане женен за Рейчъл, тъй като не може да понесе мисълта за трети развод. Фиби обаче, вярва че истинската причина да не анулира брака е, защото все още е влюбен в Рейчъл. Тя дори пита трима непознати в кафето за мнението им, надявайки се, че Рос, като чуе тяхното виждане за ситуацията, ще разбере че всъщност наистина е влюбен в Рейчъл. Когато Рейчъл разбира, и понеже не могат да получат анулиране (заради голямата сцена пред съдията, заради грешната информация, която са посочили в документите), двамата подават молба за развод.
По-късно в сериала, Рос и Рейчъл имат бебе, Ема, която е зачената при едно инцидентно преспиване, въпреки че те избират да останат просто приятели и да живеят и отглеждат Ема заедно (докато един ден не се скарват, в резултат на което Рейчъл се премества обратно при Джоуи). След раждането на Ема, всички се питат защо Рос не се събере с Рейчъл. В десети сезон, Рейчъл е уволнена от Ралф Лорън и приема предложение за работа в Париж, с Луи Вутон. Тя се връща в апартамента на Моника и съобщава на приятелите, които са шокирани. Рос прави няколко опита да подкупи бившия ѝ шеф и той да я върне на работа, но когато най-накрая тя се съгласява, той разбира колко много всъщност Рейчъл иска да замине. На партито по случай изпращането ѝ, тя си взима сбогом с всички, освен с Рос (сбогуването с Джоуи едва не довежда до опит за самоубийство на терасата). Това води до голям скандал. Рос започва да крещи и ѝ казва, че той също заслужава сбогуване, защото са най-добри приятели, имат дете заедно и защото след всичко, което се е случило между тях, той не може да повярва, че така ще приключат нещата. По-късно, Рейчъл влита в апартамента му и му казва, че не се е сбогувала с него, защото ѝ е безкрайно трудно и че всеки път, когато си помисли че трябва да го изостави, ѝ се иска всъщност да не тръгва. Защото той означава най-много за нея. След скандала, те преспиват. Рос се надява, че те ще се съберат и е много изненадан, когато Рейчъл му казва, че това е „перфектния начин за тях да се сбогуват“. Почти веднага след като тя заминава, Рос тръгва след нея, но с Фиби се оказват на грешното летище. Въпреки това, те успяват да стигнат до нея, преди да успее да се качи на самолета (и защото Фиби ѝ се обажда, твърдейки, че нещо не е наред със самолета и това забавя полета). Когато пристигат на летището, Рос се втурва към гейта и успява да настигне Рейчъл и да ѝ каже, че я обича. Шокирана и несигурна какво да прави, въпреки думите му, тя се качва на самолета. Рос се връща вкъщи и намира съобщение на телефонния си секретар от Рейчъл, която му казва, е го обича и че иска да слезе от самолета. Съобщението прекъсва внезапно и Рос не разбира дали е успяла или не. Тогава тя се появява на вратата на апартамента му и двамата най-после се събират. Това е може би най-очакваната сцена през всички сезони на „Приятели“.

### Джоуи
По едно време в сериала, Джоуи и Рейчъл имат кратка връзка. Тя е неуспешна, тъй като Рос така и не свиква с мисълта за тях двамата, а и те самите не се чувстват комфортно един с друг, заради дългогодишното си приятелство. След няколко опита (неуспешни) да консумират връзката си, двамата решават, че е най-добре да си останат приятели.

### Моника
Друг от приятелите, с когото Рейчъл е особено близка е Моника, нейна приятелка от гимназията. В училище, Рейчъл е била популярна мажоретка с безброй гаджета, а Моника е била по-непривлекателната и пълничка нейна приятелка. Те изгубват контакт за доста години, но отново стават близки, когато Рейчъл изоставя Бари пред олтара и избира да живее заедно с Моника.
По времето докато живеят заедно, става ясно че Рейчъл е изключително добра съквартирантка. Тя има очарователни навици, като например да прегъва страниците на каталога с нещата, които смята, че Моника би харесала или оставя малки съобщение на огледалото, когато Моника се къпе. Както и че позволява на приятелката си да ѝ взема назаем ботушите, които струват стотици долари.
Те живеят заедно през първите 5 сезона докато Моника и Чандлър не се събират в шести сезон. Изнасянето на Рейчъл разплаква и двете жени. По-късно, приятелството им едва не се разпада, когато, в нощта на своя годеж, Моника хваща Рейчъл да се целува с Рос и я обвинява, че винаги се е опитвала да ѝ отнеме светлината на прожекторите.

### Фиби
Другата най-добра приятелка на Рейчъл. Двете се запознават в първия епизод, при появяването на Рейчъл.
Двете живеят заедно за кратко, след като Чандлър и Моника се събират. След това апартамента на Фиби се запалва, и Рейчъл се нанася при Джоуи. След като апартамента е ремонтиран, поради това че е направен само с една спалня, тя остава при Джоуи.

### Чандлър
Рейчъл и Чандлър се запознават през 80-те години. Той е съквартирант на Рос в колежа. Първата им среща е на Деня на благодарността в дома на Гелър. Отново се срещат на парти в колежа на Чандлър и Рос през зимата на 1987. На това парти, Чандлър и пияната Рейчъл се целуват (защото Чандлър е ядосан на Рос, че е целунал друго момиче, което той самия харесва). По-късно, те се виждат отново, през 1991, в кафето „Сентръл Пърк“, малко преди да разрушат бара, който е бил тогава на това място.
Пътищата им се пресичат окончателно през 1994 (началото на сериала), когато Рейчъл се нанася при Моника, в апартамента срещу Чандлър и Джоуи. Двамата стават близки приятели с течение на времето. На партито по случай изпращането на Рейчъл за Париж, Рос
ѝ казва, че я обича, ще му липсва и е тъжен, че тя заминава, а Рейчъл му отвръща с: „Аз също те обичам“.

### Семейство
Също като останалите приятели и Рейчъл има проблеми със семейството си.
Г-жа Грийн е доста доминираща жена, много твърда в мнението си (например, когато предлага да се пренесе в апартамента на Рос след раждането на Ема и заявява, че всички „динозавърски неща“ са боклук). Рейчъл всъщност доста е приличала на майка си, преди да реши да обърне нещата, да избяга от сватбата си с Бари и да заживее с Моника в града). Но впоследствие става ясно, че г-жа Грийн мечтае за живота, който дъщеря ѝ има.
Д-р Грийн, от друга страна, също е доминиращ и еднакво суров мъж, особено по отношение на дисциплината. Има остро чувство за сарказъм. Глези дъщерите си, но когато не е съгласен с тях, ги наказва като им ограничава достъпа до пари.
Родителите на Рейчъл всъщност нямат почти никакъв любовен живот, тъй като брака им е по сметка; по думите на Рейчъл, те дори не си говорят.
Рейчъл има и две сестри, Джил и Ейми, с които си съперничат по сестринските. Когато са били малки, непрекъснато са си справили номера.

## Кариера
Първата работа на Рейчъл е като сервитьорка в Сентръл Пърк, но се оказва безнадежден случай – дълги почивки с приятелите ѝ на кафе и често объркани поръчки. В третия сезон, тя напуска, след като Джоуи и Чандлър я окуражават за това, за да преследва кариера в модната индустрия. Започва работа като асистент във Фортуната Фешънс. По-късно, получава работа като асистент купувач в Блумингдейлс, с помощта на колегата си Марк, но след като Марк напуска, а шефката ѝ умира, нейният отдел е закрит и Рейчъл е понижена в длъжност. Започва работа в Ралф Лорън, където има кратка връзка с асистента си.
В последните епизоди на сериала, Рейчъл е уволнена от Ралф Лорън, след като шефа ѝ случайно чува интервюто ѝ за работа при Гучи. Предлагат ѝ примамлива работа в Париж, с Луи Вутон, но Рос, разстроен от това, че тя ще замине, подкупва шефа ѝ да ѝ върне старото място в Ралф Лорън. Първоначално, Рейчъл отказва, но след като ѝ предлагат значително повишение, тя отменя плановете си за Париж, осъзнавайки, че все още е влюбена в Рос.

## Рожден ден
В един епизод, Рейчъл казва на Гюнтер, че рожденият ѝ ден е на 5 май (и самият рожден ден в няколко епизода се празнува през май), но в друг епизод, полицаят, който проверява шофьорската ѝ книжка, казва, че тя е зодия Водолей, което предполага, че рожденият ѝ ден е някъде между 21 януари и 19 февруари. Рейчъл потвърждава това, макар че причината може да е в желанието ѝ да се отърве от глобата, а не защото полицаят действително е прав. В епизода с „Фалшивото парти“, който е излъчен на 13 март 1998, Рейчъл казва, че е 28-годишна мажоретка, което означава че рождената ѝ година е 1969 г., същата като тази на Моника, и една година след Рос & Чандлър, което съвапада с няколко ретроспективни епизода по време на сериала. Това прави и датата 5 май по-правдоподобна, тъй като на 5 май 1998, тя ще навърши 29 години.
Но има и някои несъответствия. През 2001 г. тя празнува своя 30 рожден ден, което означава, че рождената ѝ година е 1971. 
|  | Тази страница частично или изцяло представлява превод на страницата Rachel Green в Уикипедия на английски. Оригиналният текст, както и този превод, са защитени от Лиценза „Криейтив Комънс – Признание – Споделяне на споделеното“, а за съдържание, създадено преди юни 2009 година – от Лиценза за свободна документация на ГНУ. Прегледайте историята на редакциите на оригиналната страница, както и на преводната страница, за да видите списъка на съавторите. ВАЖНО: Този шаблон се отнася единствено до авторските права върху съдържанието на статията. Добавянето му не отменя изискването да се посочват конкретни източници на твърденията, които да бъдат благонадеждни. |